# Krautheim (Jagst)
Krautheim is een plaats in de Duitse deelstaat Baden-Württemberg, en maakt deel uit van het Hohenlohekreis.
Krautheim telt 4.640 inwoners.
Bretzfeld ·
Dörzbach ·
Forchtenberg ·
Ingelfingen ·
Krautheim ·
Künzelsau ·
Kupferzell ·
Mulfingen ·
Neuenstein ·
Niedernhall ·
Öhringen ·
Pfedelbach ·
Schöntal ·
Waldenburg ·
Weißbach ·
Zweiflingen